# Триссіно
Триссіно (італ. Trissino, вен. Trìsino) — муніципалітет в Італії, у регіоні Венето, провінція Віченца.
Триссіно розташоване на відстані близько 420 км на північ від Рима, 80 км на захід від Венеції, 15 км на захід від Віченци.
Населення — 8770 осіб (2014).
Покровитель — Андрій Первозваний.

## Демографія
Населення за роками:

Станом на 1 січня 2023 року в муніципалітеті офіційно проживало 688 іноземців з 49 країн, серед них 70 громадян країн Євросоюзу та 14 громадян України.

## Сусідні муніципалітети
- Арциньяно
- Брольяно
- Кастельгомберто
- Монтеккьо-Маджоре
- Ногароле-Вічентіно